# Антонівський гідрологічний заказник
Антонівський — гідрологічний заказник місцевого значення в Україні. Розташований у межах Варвинської селищної громади Прилуцького району Чернігівської області, біля від села Антонівка. 
Площа - 704 га. Статус присвоєно згідно з рішенням Чернігівського облвиконкому від 24.12.1979 р. № 561. 
Охороняється евтрофне осоково-різнотравне болото в заплаві річки Удай, де зростають очерет звичайний, осока гостра, лепешняк великий, очеретянка звичайна, вербозілля звичайне, лепеха звичайна, рогіз. Заказник має велике значення для збереження природного режиму річки та є місцем гніздування навколоводних птахів.